# Filler (media)
Filler è un termine inglese che significa "riempitivo" e che, nel mondo dei media indica una parte di un'opera che non è coerente, o che lo è solo debolmente, con il resto della stessa. I motivi per l'inserimento dei filler sono molteplici.

## Fumetti
Nei fumetti, spesso avviene perché il gruppo creativo ufficiale non è disponibile in tempo per realizzare l'albo di quel mese, e quindi si ripiega su un altro gruppo "d'emergenza" che crea una storia pubblicabile, ma che non altera in nessun modo la trama, lasciandola "in sospeso".

## Anime e manga
Nel mondo dell'animazione, specie in quella giapponese, il filler (フィラー?, firaa) è spesso usato per dilatare la durata di una serie TV, ampliando l'arco temporale in cui se ne può sfruttare il successo per gli spazi pubblicitari ed il merchandising. In genere però questa pratica è anche usata per dare il tempo all'autore originale di continuare l'opera scritta: spesso infatti gli anime sono tratti da manga in corso e in alcuni casi la versione animata raggiunge il fumetto, in quei casi si opta per un'interruzione temporanea o per il ricorso ad episodi riempitivi, filler appunto, così da avere tempo perché l'autore consegni nuovo materiale alla produzione.
Esempio emblematico di questo utilizzo del filler sono le serie televisive Dragon Ball, Naruto, Bleach e, in quantità inferiore, One Piece, che presentano molte aggiunte rispetto ai manga da cui sono tratti. Tuttavia, episodi filler sono comuni anche in anime originali, ossia non basati su un'opera preesistente.
I filler possono consistere in semplici episodi singoli auto-conclusivi con la funzione di intermezzo e che non aggiungono o modificano la trama, se non lievemente, o mini-serie di pochi episodi o addirittura intere saghe come nel caso dei riempitivi di Naruto o la saga aggiuntiva di Saiyuki - La leggenda del demone dell'illusione che riguarda tre divinità.
A volte l'inserimento dei filler può causare degli errori di continuity negli anime, in quanto gli episodi aggiuntivi in alcuni casi contraddicono gli avvenimenti delle storie originali tratte dai manga. In altri casi l'inserimento di filler può portare i produttori degli anime ad alterare alcune scene tratte dai manga. In genere in Giappone le storie di questi episodi non appartenenti al manga vengono definiti ufficialmente Anime Original Story (アニメオリジナルストーリー?, Anime Orijinaru Sutoorii) o più semplicemente Anime Original, o in alcuni casi anche TV Original.
Spesso negli episodi riempitivi aggiunti vengono inseriti anche nuovi personaggi, perciò non tratti dall'opera preesistente. In alcuni anime i personaggi creati appositamente per i filler non si limitano ad apparire solo in questi episodi, ma interagiscono con quelli della storia originale, senza comunque andare a modificare troppo la trama originale. Questi personaggi vengono indicati come Anime Original Character (アニメオリジナルキャラクター?, Anime Originaru Kyarakutaa). In ogni caso il termine ufficiale "Anime Original" prende le distanze dal termine "filler", il primo infatti indica tutto ciò che non è tratto dal media originale (fumetto o light novel) e quindi creato da zero per il cartone animato, mentre il secondo ciò che è aggiunto con la funzione di riempire.
Solitamente i filler degli anime non sono molto graditi dagli appassionati più puristi del manga, in quanto non li ritengono originali dal momento che in genere questi episodi sono creati dagli animatori del cartone e non dall'autore originale e perché ritengono che possano ledere alla qualità della serie e della trama principale, è il caso della serie Naruto dove i troppi riempitivi hanno attirato proteste dai fan, in particolare per l'ultima parte della prima serie composta da ben 85 episodi riempitivi. Esistono comunque anche eccezioni, filler apprezzati come la cosiddetta "saga di Asgard" nell'anime I Cavalieri dello Zodiaco (molto gradita in Europa, meno invece in Giappone) e la prima parte di Sailor Moon R con la storia di Ail e An.
In Dragon Ball durante le saghe ci sono degli episodi di intermezzo o comunque non presenti nel manga ma anche numerose scene durante gli episodi originali atti a riempire il resto della puntata, ad esempio gli episodi auto-conclusivi nel mezzo del passare degli anni e il finale della serie in cui Goku si sposa e salva il padre di Chichi dalle fiamme che avevano invaso il castello. Nella seconda serie, Dragon Ball Z, prima dell'arrivo di Nappa e Vegeta ci sono molti episodi riempitivi. Vi sono poi due minisaghe riempitive, una in mezzo alla saga di Freezer e quella dei Cyborg, con Garlic Jr., e infine il torneo nell'aldilà a cui partecipa Goku, minisaga riempitiva che precede l'inizio della saga  di Majin Bu, più numerosi altri episodi auto-conclusivi inseriti durante la serie.

## Musica
Nel mondo della musica, filler ha vari significati: può essere un brano composto in studio, rapidamente e senza troppi fronzoli, per allungare la durata di un album giudicata troppo esigua. Curiosamente, in alcuni casi questi "brani riempitivo" hanno un successo maggiore degli altri dello stesso album, magari composti con più perizia e attenzione. È il caso, ad esempio, di Paranoid dei Black Sabbath, che da filler è passata a title track dell'album omonimo.
Oppure il filler può essere un'uscita discografica che presenta pochi brani inediti o addirittura nessuno, come ad esempio le compilation o raccolte, fatte per accontentare una casa discografica prima di abbandonarla, oppure per tenere alto il "livello di attenzione" del pubblico tra un album e l'altro.

## Giochi
Nel campo dei giochi da tavolo un filler è un gioco veloce, poco impegnativo (spesso, ma non sempre, di carte e di basso costo) con cui fare una partita prima o dopo il gioco principale.